# Diocèse de Guildford
Le diocèse de Guildford est un diocèse anglican de la Province de Cantorbéry. Il s'étend sur l'ouest du Surrey (sauf le district de Spelthorne) et une partie du Hampshire. Son siège est la cathédrale de Guildford.

## Archidiaconés
Le diocèse se divise en deux archidiaconés :
- L'archidiaconé de Dorking
- L'archidiaconé de Surrey